# Aleida Violeta Vazquez Cisneros
Aleida Violeta Vazquez Cisneros (Cuajinicuilapa) es una poeta y activista afromexicana. Es integrante de la asociación civil Mano Amiga de la Costa Chica.

## Biografía
Aleida empezó a escribir versos a los 10 años, dedicados a su abuela y su madre. Busca desde la poesía hablar sobre la discriminación y racismo a la que se ha enfrentado la negritud, además de cambiar la narrativa en sobre los pueblos afromexicanos.
Me han dicho que no soy negra
que pa’ eso me falta color
como si mi sangre fuera
cualquier cosa, sin valor
Nací en Cuajinicuilapa
pueblo costeño del sur
de Guerrero, tierra amada
donde abunda negritud
Orgullosa estoy, por tanto
de mi alma cimarrona
del espíritu que porto
y que nunca me abandona. 

(Que me falta color, Aleida Violeta Vázquez Cisneros).
Ella participa en Mano Amiga de la Costa Chica una organización que trabaja por el reconocimiento, desarrollo social, económico y cultural de las personas afromexicanas, ella es promotora, monitora y defensora de los derechos de las mujeres afromexicanas, además es tallerista sobre procesos identitarios de la niñez y juventudes afromexicanas. 
Dentro de los logros que han tenido como organización es la participación para que el INEGI incorporara en el censo 2020 la pregunta sobre raíces afros. Ella difundió volantes para recordar a la población que se tenía que participar en el censo 2020, ella hizo trabajo con dos organizaciones feministas afromexicanas.

### Presentaciones
- En 2020 participó en el #AfroFest festival que se desarrolló en el marco del Censo en el Afroterritorio.
- Concierto: “Entre los pliegues de la lírica. Concierto multilingüe de mujeres indígenas”.[8]